# ジミラセタム
ジミラセタム(Dimiracetam)は、ラセタム系のスマートドラッグである。この物質の誘導体は、神経因性疼痛の治療に利用できる可能性がある。